# Afroartelida teunisseni
Espèce
Afroartelida teunisseni est une espèce de coléoptères de la famille des Cerambycidae.

## Répartition
Afroartelida teunisseni se rencontre en Afrique australe,.

## Systématique
Le nom valide complet (avec auteur) de ce taxon est Afroartelida teunisseni Vives (d) & Adlbauer (d), 2005.

### Étymologie
Son épithète spécifique, teunisseni, lui a été donnée en l'honneur de l'entomologiste néerlandais Herman Teunissen (d) (1914-1992)[source insuffisante].

### Publication originale
- (en) E. Vives et K. Adlbauer, « New and interesting Apatophysinae from Southern Africa and notes on the genus Rhagiohabdium Adlbauer, 2001 (Col. Cerambycidae) », Entomologia Africana, Belgique, vol. 10, no 1,‎ 2005, p. 40-44.